# Afrimești, Argeș
Afrimești este un sat în comuna Bârla din județul Argeș, Muntenia, România.